# Consistoire central israélite de France
Le Consistoire central israélite de France est l'institution créée en 1808 par Napoléon Ier pour administrer le culte juif en France, sur le modèle des deux autres religions officielles (catholique et protestante). Il nomme le grand-rabbin de France.
À la suite de la séparation des Églises et de l'État en 1905, le Consistoire central cesse d'exister en tant qu'institution publique officielle. Mais comme la loi de 1905 le permet, le Consistoire central est refondé par ses dirigeants en tant qu'union des associations cultuelles israélites de France et d’Algérie, faisant perdurer l'organisation du culte juif en France. Il ne faut pas le confondre avec le Conseil représentatif des institutions juives de France, association dont la vocation est de représenter la communauté juive française.
Son président est Élie Korchia, depuis le 24 octobre 2021.

## Institution

### Empire
Berr Isaac Berr (1744-1828), syndic des Juifs de Lorraine, déjà auteur du Discours des députés des Juifs des provinces des Évêchés d'Alsace et de Lorraine, prononcés à la barre de l'Assemblée nationale le 14 octobre 1789,  publie des Réflexions sur la régénération complète des Juifs en France, datées du 30 mai 1806 dans lesquelles il exhorte l'Empereur Napoléon à reconnaître la religion juive: « Il était à présumer que depuis la reconnaissance solennelle de la liberté des cultes par notre immortel Empereur, il devait résulter que le gouvernement, accordant même degré de protection à chacune des religions positives connues dans le vaste empire français, les Juifs, comme les autres, jouiraient des bienfaits de cet amour fraternel établi entre les habitants d’une même terre. [...] Il serait donc à désirer que sa majesté l’Empereur et Roi, père de tous ses sujets, donnant suite à sa bonté, à sa sollicitude, manifestât par une déclaration claire et formelle ses volontés à cet égard », en précisant qu'il souhaite que le mot juif soit abandonné pour celui d'israélite: « Il serait peut-être également à désirer, pour atteindre le but plus efficacement, de faire supprimer entièrement le mot Juif dans la langue française. La Bible ne les nomme qu’enfants d’Israël, leur langue est connue sous la dénomination de langue hébraïque; ils ont longtemps été connus sous le seul nom d’Israélites; ne faudrait-il pas continuer de les nommer Israélites ou Hébreux? Comme leur culte hébraïque ou judaïque, l’opinion dérisoire appliquée au nom de Juif s’éteindra par l’oubli de la pratique de ce mot dans le sens abusif. La régénération future et complète de leur part, empêchera de faire des applications semblables aux mots d’Hébreu ou d’Israélites, autres que la signification première. Le mot de Juif en français, et de Jüde en allemand, ne provient, à ce qui me semble, que du nom que portait le royaume de Judée, et de ce qu’en la langue hébraïque, de laquelle la plupart de leurs prophètes et historiens se sont servis, on trouve le mot de Jehoudi. Aujourd’hui que nous n’avons pas d’autre patrie, d’autres terres natales que l’empire français, pourquoi, sous le règne du grand Napoléon, ne reprendrions-nous pas, pour distinguer notre religion d’avec la croyance des autres sectes religieuses, le nom d’origine de notre existence, et le premier nom d’Israël que Dieu nous avait donné? ».
En février-mars 1807, l'empereur Napoléon Ier suscite la création d'un Grand Sanhédrin réunissant soixante-et-onze rabbins dans le but de définir les principes du culte israélite et de lui donner une institution officielle en France. Il y avait à l'époque entre 20 et 40 000 juifs en France, dont une moitié dans les départements de l'Est et une autre proportion significative dans les régions de Bordeaux et Bayonne.
Le « Consistoire central des Juifs » fut institué par le décret impérial du 15 mars 1808 portant statut, pris en application de la loi sur l'organisation des cultes, qui établit aussi sept consistoires départementaux. Les sept consistoires régionaux sont à l'origine situés à Paris, Marseille, Bordeaux, Metz, Nancy, Strasbourg et Wintzenheim. Les Consistoires sont composés de laïcs qui nomment les rabbins et administrent le culte. Le Consistoire central est installé officiellement le 10 novembre 1808 par le préfet de la Seine. Les premiers grands-rabbins du Consistoire Central sont David Sintzheim de Bischheim, Segré et Cologna tous deux italiens de Verceil et de Mantoue tandis que Michel Seligmann était le premier grand-rabbin de Paris. Les laïcs sont Jacob Lazard et Baruch Cerfberr, le fils de Cerf Berr.
C'est une institution officielle dont l'organisation centralisée, publique et unitaire est calquée sur celle de l'Église catholique de France, sur celle du consistoire protestant, et plus généralement sur les autres grands corps de l'État dans la tradition du droit public français. Il adopta pour devise Religion et Patrie.

### Monarchie de Juillet
À partir de 1831, les rabbins sont des fonctionnaires salariés par l'État.

### Deuxième République, Second Empire
Les consistoires israélites sont réorganisés par l'ordonnance du 25 mai 1844, puis constitués définitivement par les décrets du 29 août 1862 et du 12 septembre 1872.
Selon Hubert de Beaufort, « le Consistoire central est à la fois le parlement et l'organe exécutif de la communauté juive : il transmet ses directives aux consistoires régionaux et reçoit, par leur intermédiaire, comptes rendus ou informations sur les problèmes de la communauté ».

### Troisième République
À la suite de la loi de séparation des Églises et de l'État en 1905, les institutions publiques officielles de l'Église de France et des Consistoires protestants et israélites cessent d'exister, sauf en Alsace-Lorraine annexée.
Les différentes communautés juives de France se sont alors constituées en associations cultuelles israélites et se sont regroupées au sein de l'Union des communautés juives de France, en prenant cependant la dénomination de Consistoire central israélite.
En Alsace et en Lorraine, les rabbins continuent d'être salariés de l'État.

### Seconde Guerre mondiale et occupation allemande
À la suite de la défaite des armées alliées et de la signature de l'Armistice du 22 juin 1940, le baron Édouard de Rothschild, président du consistoire central, parvient à obtenir un sauf-conduit pour franchir la frontière espagnole le 23 juin 1940 et se réfugier avec son cousin Robert de Rothschild, président du consistoire de Paris, aux États-Unis.
Pendant l'occupation, le maréchal Pétain et le gouvernement de Vichy continuent à maintenir et protéger le Consistoire central, même si le statut des Juifs, très défavorable pour eux, est publié par les autorités de Vichy dès octobre 1940. 
Jacques Helbronner (1873-1943), ancien conseiller d'État, devient président du Consistoire central.
Le 21 novembre 1941, un décret prononce la dissolution de toutes les organisations juives, à l'exception des Institutions consistoriales, et attribue leurs biens à l'Union générale des israélites de France (UGIF), créée le 29 novembre pour promouvoir et défendre les intérêts matériels et moraux des Français de confession ou d'origine israélite. L'UGIF absorba les diverses organisations d'aide sociale juive avec leur personnel. Au niveau interne, son fonctionnement se révéla très difficile, d'abord à cause de la guerre, ensuite à cause des rivalités entre le président Albert Lévy et le directeur général Raoul Lambert. En outre, il fallait administrer et diriger deux sections différentes : le Nord (zone occupée) et le Sud (zone libre).
Sur le plan politique, Helbronner et le Consistoire considéraient l'UGIF comme un simple exécutant devant assurer les questions d'intendances. Les choses se compliquèrent encore plus lorsque, le 17 décembre 1941, le Militärbefehlshaber exigea de l'UGIF une amende d'un milliard de francs, somme impossible à rassembler. En effet, le gouvernement français refusait d'autoriser un prélèvement obligatoire sur chaque Juif, et l'UGIF dut attendre 1943 pour mettre en place une taxe individuelle et annuelle, allant de 120 à 320 Francs. En attendant, l'UGIF dut recourir à des prêts et les Allemands se contentaient du quart de la somme exigée. En 1942, l’UGIF possédait des bureaux dans quatorze villes de la zone nord, dont Paris, et dans vingt-sept villes de la zone sud, dont Vichy. Il faut ajouter, à Paris et en banlieue, quelques dizaines d’établissements à caractère social (cantines, ouvroirs, dispensaires, écoles, patronages, etc.) et, en zone sud, de nombreux homes d’enfants et des fermes-écoles, particulièrement dans le département de la Creuse. Les fonds, considérables, provenaient, pour la zone nord, principalement des biens confisqués aux juifs en exécution de la loi allemande et, pour la zone sud, de l’argent distribué par le 'Joint (American Jewish Joint Distribution Committee) pour compléter les dotations insuffisantes du gouvernement de Vichy. À la date du 9 février 1943l’effectif de l’UGIF-Nord comptait neuf cent dix-neuf employés, parmi lesquels se trouvaient vingt huissiers. Les présidents de l'UGIF furent Albert Lévy, puis Raoul Lambert. Et à Paris Georges Edinger pour la zone occupée. Le vice-président fut André Baur (arrêté et déporté en 1943). Les administrateurs délégué étaient : Marcel Stora (arrêté et déporté en 1943), remplacé par Albert Weil.
Jacques Helbronner est partie prenante du programme de redressement de la France consécutif à la défaite, et sa politique est d'assurer le plus possible la protection des Français juifs, aussi bien civils que militaires et prisonniers. Pour cela, il a de fréquents contacts avec le gouvernement de Vichy : il rencontre lui-même dix-sept fois le maréchal Pétain dans les années 1940-1942. Il se rend chaque année à Vichy, avec le grand-rabbin de France, Isaïe Schwartz (1876-1952), qui est réfugié comme lui en zone libre à Limoges, pour présenter, comme chef d'un corps constitué, ses vœux au Maréchal Pétain avec le nouveau calendrier juif pour l'année à venir.
Le reproche qui a été fait à Helbronner et plus généralement à la politique du régime de Vichy, est d'avoir voulu assurer la protection et la sauvegarde des Juifs français, au détriment des Juifs étrangers originaires des pays d'Europe centrale, qui étaient très nombreux à s'être réfugiés en France avant et pendant la guerre.
En 1942, la zone libre est envahie par les Allemands et les Juifs y sont persécutés et arrêtés comme, déjà, ils l'étaient en zone occupée. Jacques Helbronner qui était à la tête du Consistoire central est arrêté le 28 octobre 1943 et meurt en déportation. Le grand-rabbin de France Isaïe Schwartz doit se réfugier dans la clandestinité. Léon Meiss prend la succession de Jacques Helbronner.  
Une nouvelle institution, le « Comité général de défense juive », est  créée dans la clandestinité en juillet 1943. Selon la première charte élaborée, son objectif est le sauvetage des Juifs réfugiés en France, alors gravement menacés par l'occupation par l'Allemagne nazie et la faiblesse du gouvernement de Vichy. Cette nouvelle institution, qui va devenir le « Conseil représentatif des israélites de France » (CRIF), rassemble la plupart des divers mouvements activistes juifs athées de l'époque (communistes, bundistes et sionistes), avec la participation du Consistoire central. Les divers mouvements rédigent une nouvelle charte commune, qui sera le programme politique juif français pour l’après guerre.

### Le Consistoire central depuis 1945
En 1945, le Consistoire central, qui compte environ 75 associations cultuelles en métropole et en Algérie, cherche à atténuer les plaies du judaïsme. Il lutte contre l'indifférence religieuse, réintègre les israélites convertis pendant l'Occupation et apporte son aide aux petites communautés marquées par la guerre.
Lors de la décolonisation, il se trouve fortement mobilisé, en particulier avec l'arrivée dès 1962 de 120 000 Juifs algériens.
Le Consistoire marque sa divergence avec le CRIF en s'en retirant en 2004, à la suite d'un désaccord au sujet de l'Initiative de Genève

#### Rapprochement du Consistoire central et du Consistoire de Paris
Le 11 mars 2014, le Consistoire central annonce dans un communiqué  le « rapprochement » entre le Consistoire central et le Consistoire de Paris, déjà présidés par la même personne Joël Mergui.

## Sièges
Les consistoires israélites français se composent d'un consistoire central dont le siège est à Paris, et de consistoires départementaux dont les sièges respectifs se situaient, à l'origine, dans les villes de Paris, Strasbourg, Wintzenheim (Haut-Rhin), Metz (Moselle), Mayence, Nancy, Bordeaux et Marseille. Puis furent créés au cours du XIXe siècle les consistoires de Bayonne, de Besançon, de Vesoul, de Lille et de Lyon. Aujourd'hui, les consistoires de Moselle, du Bas-Rhin et du Haut-Rhin sont toujours concordataires.

## Organisation
Chaque consistoire départemental se compose d'un grand rabbin et de quatre membres laïcs choisis dans l'assemblée des notables israélites locaux.
Le consistoire central, à Paris, réunit le grand-rabbin de France et huit membres laïcs élus par les notables israélites des différents départements.

### Présidents
- 1809-1812 : David Sintzheim

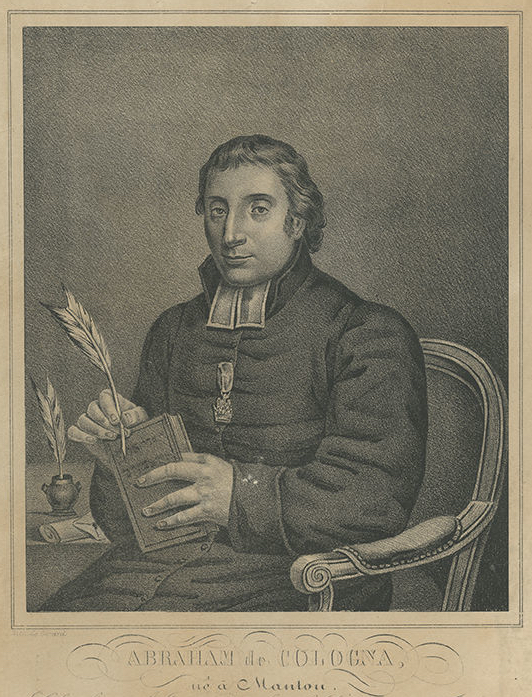
Abraham Vita de Cologna.

- 1812-1826 : Abraham Vita de Cologna
- 1826-1843 : Olry Worms de Romilly
- 1843-1845 : Adolphe Crémieux
- 1846-1871 : Max Cerfbeer
- 1873-1911 : Alphonse de Rothschild
- 1911-1940 : Édouard de Rothschild (passe la frontière espagnole le 23 juin 1940 et se réfugie aux États-Unis avec son cousin Robert Philippe de Rothschild, président du consistoire de Paris)
- 1940-1943 : Jacques Helbronner (ancien conseiller d’État, proche du Maréchal Pétain, déporté et mort à Auschwitz)
- 1944-1949 : Léon Meiss
- 1949-1962 : Guy de Rothschild
- 1963-1967 : Louis Kahn
- 1967-1982 : Alain de Rothschild
- 1982-1992 : Jean-Paul Elkann
- 1992-1994 : Jean-Pierre Bansard
- 1995-2008 : Jean Kahn
- 2008-2021 : Joël Mergui ; réélu en 2012[12] et en 2016
- Depuis le 24 octobre 2021 : Élie Korchia[13]

## Fonctions
Chaque consistoire départemental administre les bâtiments et les associations religieuses locales. Il délivre aux rabbins agréés les diplômes du premier degré.
Le consistoire central se charge de la haute surveillance des intérêts et du culte israélites, et délivre aux rabbins agréés les diplômes du second degré. Il donne aussi son avis en vue de la nomination des rabbins départementaux. Il lui est accordé droit de censure sur tous les rabbins des différentes classes.

## Littérature
- Dictionnaire biographique des rabbins et autres ministres du culte israélite. France et Algérie, du Grand Sanhédrin (1807) à la loi de Séparation(1905), Paris, Berg International Éditeurs, 2007
- Joëlle Allouche-Benayoun et Laurence Podselver, Les mutations de la fonction rabbinique Paris, éd. Observatoire du monde juif, 2003, 179 p.